# 宁夏路站
宁夏路站，位于中华人民共和国山东省青岛市市南区南京路与宁夏路交叉口地下，是青岛地铁3号线的地铁车站。

## 沿革
- 2009年11月30日，青岛地铁一期工程正式奠基，地铁车站（3号线部分）土建开始。
- 2016年12月18日，青岛地铁3号线全线通车，车站正式启用。

## 车站结构
地铁3号线通过此站时为南北方向，沿南京路伸展。
车站为地下二层岛式站台车站，车站总长238.4 m、标准段宽度17.8 m，站厅层宽17.4 m、长95.5  m、面积1 664.7 m²，站台层宽10 m、长115 m、面积1 150 m²，站台有效长度120 m。
车站主体采用明挖法施工，设4个出入口、2组风亭、1个消防出入口，分别位于南京路东西两侧。

## 出入口
- ：南京路（东），宁夏路（南）
- ：南京路（东），太湖路，八大湖公园
- ：南京路（西），如东路，青岛市消防博物馆
  - 图例： 设有

## 车站周边
宁夏路站位于八大湖街道中部，北临红领立交桥。东南方向即为“八大湖”居住区，西南方向临近青岛市道路运输管理局市南管理处。

## 换乘
宁夏路站除自身轨道交通性质外，还可实现与市内公交车和出租车的近距离换乘：
- 分布于周边的公交车站，包括以下路线的停靠站点：12、26、33、202、210、220、308、370、601路等。